# Repo Man
Repo Man ist eine US-amerikanische Science-Fiction-Filmkomödie von Alex Cox aus dem Jahr 1984.

## Handlung
Otto Maddox, ein junger Punk in Los Angeles, verliert seinen Supermarktjob. Seine Eltern, die ihre Ersparnisse einem Fernsehprediger gespendet haben, können ihn nicht länger unterstützen. Er findet eine neue Anstellung bei der „Helping Hands Acceptance Company“, einer Agentur, die Fahrzeuge wiederbeschafft, deren Raten von den Haltern nicht beglichen wurden. Unter Anleitung seines Mentors Bud wird Otto zum „Repossession Man“ (kurz „Repo Man“). Ottos Firma muss die Fahrzeuge nicht nur den Haltern unter mitunter abenteuerlichen Umständen abnehmen (so wird Otto zusammengeschlagen, mit Tränengas besprüht und gerät in Feuergefechte), sondern konkurriert auch mit einem anderen „Repossession“-Unternehmen, den „Rodriguez-Brüdern“.
Zur selben Zeit ist ein radioaktiv verstrahlter Wissenschaftler in Los Angeles unterwegs, dessen Wagen, ein alter Chevrolet Malibu, eine gefährliche Fracht enthält: Im Kofferraum liegen die Leichen von vier Außerirdischen, die eine derart hohe Strahlendosis abgeben, dass jeder, der den Kofferraumdeckel öffnet, auf der Stelle verglüht. Mehrere Geheimorganisationen sind hinter den Leichnamen her. Als der Wagen von Punks gestohlen und eine hohe Belohnung (20.000 Dollar) auf diesen ausgesetzt wird, setzen sich auch Ottos Firma und die Rodriguez-Brüder auf dessen Spur. In der Folge wechselt der Wagen mehrfach den Besitzer, es kommt zu Schießereien zwischen den Konkurrenten, und schließlich taucht das aufgrund der Strahlung inzwischen grellgrün leuchtende Gefährt auf dem Parkplatz von Ottos Firma auf. Otto und sein Kollege Miller besteigen den Wagen, der sich in die Luft erhebt, über den Nachthimmel von Los Angeles jagt und zwischen den Sternen verschwindet.

## Hintergrund
Repo Man, eine Mischung aus modernem „Märchen, Satire, Road Movie, Science Fiction, Asphalt-Western und Rock & Roll-Fantasy“ (Hahn/Jansen), wurde von der Filmgesellschaft Universal Studios produziert. Als Robert Rehme, Chief Executive Officer von Universal, das Studio verließ, wurden einige der unter seinem Vorsitz entstandenen Projekte – darunter Repo Man und Rumble Fish – beiseitegelegt. Mittels von Cox finanzierten Anzeigen in Variety, mit Unterstützung von Kelly Neal von Universal Classics und durch Mundpropaganda erwarb sich Repo Man langsam seinen Ruf.
Repo Man wurde auf den Internationalen Filmfestspielen Berlin 1984 (in der Reihe „Panorama“) uraufgeführt und startete im Frühjahr 1984 in den amerikanischen, am 31. August desselben Jahres in den deutschen Kinos.
Neben diversen Stücken der Punkbands Black Flag, Circle Jerks, Suicidal Tendencies, Juicy Bananas, Burning Sensations und Fear enthält der Film auch exklusiv für den Film komponierte Musik von Iggy Pop und The Plugz.

## Kritiken
Repo Man stieß in den USA auf ein positives Kritikerecho. „Dies ist die Art von Film, die Hollywood sprachlos macht, denn er ist nicht nach einem bekannten Strickmuster gedreht, und er folgt keinen Regeln“, lobte Roger Ebert. „Er hat keine großen Stars, hat nicht viel gekostet, ist wagemutig, traut sich, unkonventionell zu sein, ist komisch, und er funktioniert. Hier kann man noch etwas lernen.“ Vincent Canby stellte respektvoll fest: „Herr Cox […] besitzt als Filmemacher Gewitztheit und Vorstellungskraft. Repo Man ist voller blitzschnell hingeworfener Gags […] Er ist nicht die Sorte Großproduktion wie Ghostbusters, aber er ist äußerst unterhaltsam, und auch wenn er seiner R-rated-Altersfreigabe entsprechend rüde ausfällt, besitzt er zumindest soviel guten Geschmack, dass er nie mehr verspricht als er halten kann.“
In Deutschland entdeckte Der Spiegel in Repo Man „eine perfekte Kamera mit New-Wave- und Surrealismus-Effekten“ in einem „oft witzigen, andere Genres ironisierenden Kino-Kaleidoskop“, Norbert Stresau eine „Von Robby Müller […] grandios fotografierte, nihilistische New Wave-SF, die ein wenig zu sehr mit ihren Bizarrerien kokettiert.“ Norbert Grob meinte in der Zeit, der Film sei sowohl zusammenhangs- als auch sinnlos. Die Kurzepisoden seien mit Genre-Anspielungen, Rockmusik, Subkultur-Radikalität und Sprücheklopferei auf grelle, knallige Effekte aus. Das Lexikon des internationalen Films beschrieb den Film als „freche Punk-Komödie“, die „auf originelle Weise mit der "New Wave"-Ästhetik und den Pop-Mythen der 80er Jahre spielt und dabei einige Unterhaltungsqualitäten entwickelt“.

## Auszeichnungen
Academy of Science Fiction, Fantasy & Horror Films:
- Saturn Award für den besten Nebendarsteller 1984 an Tracey Walter

Boston Society of Film Critics Award:
- Bestes Drehbuch 1984